# Der Zauberberg

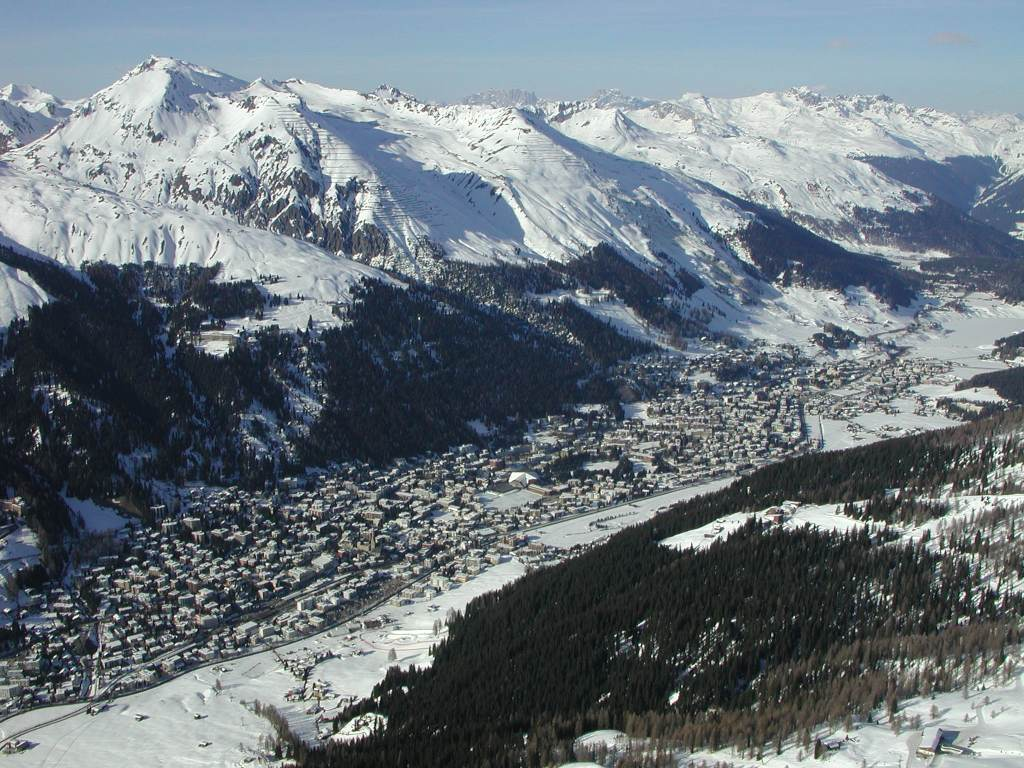
Gebirgspanorama von Davos, Schauplatz des Romans

Der Zauberberg ist ein 1924 erschienener Roman des deutschen Schriftstellers Thomas Mann. Das Werk ist seitdem in vielen hohen Auflagen und zahlreichen Übersetzungen erschienen. Angeregt wurde es durch die Verhältnisse in einem Davoser Sanatorium, das Mann 1912 beim Besuch seiner lungenkranken Ehefrau kennengelernt hatte. Im Roman trifft der junge angehende Ingenieur Hans Castorp während seines Aufenthalts in der Zeit vor 1914 in der abgeschlossenen Welt eines Sanatoriums im Hochgebirge auf weltentrückte Figuren, die ihn mit Politik, Philosophie, aber auch Liebe, Krankheit und Tod konfrontieren. Verzaubert durch die Liebe zu einer ihm dort begegnenden, eine frühe und prägende Schülerzuneigung widerspiegelnden Frau bleibt er dort wesentlich länger als ursprünglich geplant.

## Inhalt

### Ankunft
Hans Castorp, einziges Kind einer Hamburger Kaufmannsfamilie, wächst nach dem Tod seiner Eltern zunächst bei seinem Großvater Hans Lorenz Castorp, dann bei seinem Onkel Tienappel auf. Anschließend studiert er Schiffbautechnik. Im Alter von 23 Jahren, vor dem geplanten Eintritt als Ingenieur-Volontär bei einer Schiffswerft, reist er im Sommer in die Schweizer Alpen, um dort im Internationalen Sanatorium Berghof nahe Davos seinen Vetter Joachim Ziemßen zu besuchen.
Ursprünglich beabsichtigt er, nur drei Wochen zu bleiben. Die Atmosphäre des von Hofrat Behrens und dem an einer popularisierten Form von Psychoanalyse interessierten Dr. Krokowski geleiteten Sanatoriums übt jedoch eine eigenartige Faszination auf Castorp aus. Beim Mittagessen trifft er auf vor Atemnot röchelnde oder Blut hustende Patienten und beim anschließenden Spaziergang auch auf die aufgrund ihres Pneumothorax aus der Lunge pfeifende Hermine Kleefeld. Er gewinnt den Eindruck, dass Krankheit den Menschen vergeistige und veredele, während Personen von robuster Gesundheit zu einer gewissen Einfalt neigten. Abstoßend findet er demgemäß die Kombination „krank und dumm“, wie er sie bei der „mörderlich ungebildeten“, fortwährend zu Stilblüten neigenden Karoline Stöhr antrifft.
Am ersten Morgen im »Berghof« hatte er vom Balkon aus eine sehr traurig wirkende schwarzgekleidete ältere Dame im Garten gesehen. Joachim erzählt ihm beim Frühstück danach, diese Frau werde Tous les deux genannt, ein Ausdruck, den sie benutze, wenn sie von ihren zwei tödlich erkrankten Söhnen spreche. Diese Tragik scheint Hans zu faszinieren; er äußert, er sei zuversichtlich, bei einer Begegnung mit ihr angemessen und taktvoll reagieren zu können.
Ebenfalls noch vor dem Frühstück hört er Stöhnen und Kichern aus dem Zimmer des russischen Paars neben seinem und ist peinlich berührt, Empörung überfällt ihn. Er betont beim anschließenden Frühstück, dass er nicht mit dem russischen Ehepaar bekanntgemacht werden wolle. Joachim beruhigt ihn, das Paar sitze an einem anderen, dem „schlechten Russentisch“.

### Der Mentor
Bald lernt Castorp den Literaten Lodovico Settembrini kennen, einen Humanisten, Freimaurer und „individualistisch gesinnten Demokraten“, der ihm allmählich zum Freund wird. In zahllosen Belehrungen über philosophische und politische Fragen aller Art betätigt sich der Italiener als pädagogischer Förderer Castorps. Diesen erinnert die Mischung aus südländischer Erscheinung und abgetragener Kleidung an einen „Drehorgelspieler“. Der Humanist, dessen Leitstern die „Sonne der Aufklärung“ ist, bejaht, ehrt, liebt den Körper, „die Schönheit, die Freiheit, die Heiterkeit, den Genuss“. Er sieht sich als Vorkämpfer der „Interessen des Lebens“ gegen „sentimentale Weltflucht“ und jedwede Romantisiererei. Konsequenterweise erscheint ihm selbst die Musik „politisch verdächtig“, da sie nur das Gefühl, nicht aber die Vernunft entflamme und so dazu neige, den Geist einzulullen. Obwohl selbst „ein Liebhaber der Musik“, hat er sie „im Verdachte des Quietismus“ und hält sie daher für äußerst gefährlich. Zwei Prinzipien lägen im ewigen Kampf um die Welt, „die Macht und das Recht, die Tyrannei und die Freiheit, der Aberglaube und das Wissen“, das Beharren und der Fortschritt, Asien und Europa. Gemäß seiner Familientradition engagiert sich Settembrini im Sinne „der Aufklärung, der vernunftgemäßen Vervollkommnung“. Analyse tauge zwar „als Werkzeug der Aufklärung und der Zivilisation“, insofern sie „dumme Überzeugungen erschüttert, natürliche Vorurteile auflöst und die Autorität unterwühlt“, indem sie „befreit, verfeinert, vermenschlicht und Knechte reif macht zur Freiheit“ - schädlich, „eine unappetitliche Sache“ sei sie indes, „insofern sie die Tat verhindert, das Leben an den Wurzeln schädigt“. Eindringlich warnt Settembrini daher seinen Schützling davor, sich von dem morbiden Reiz der Anstalt beeindrucken zu lassen, und drängt ihn mehrfach zur Abreise.

### Madame Chauchat
Gleich zu Beginn seines Aufenthaltes begegnet Castorp der attraktiven 28-jährigen Russin Madame Clawdia Chauchat, der „kirgisenäugigen“ Gattin eines höheren Beamten aus Daghestan. Obwohl verheiratet, trägt sie keinen Ehering, da ein solcher für sie „etwas Abweisendes und Ernüchterndes“ an sich hat und „ein Symbol der Hörigkeit“ ist. Am Mittagstisch fällt sie regelmäßig durch ihr Zuspätkommen, lautes Türenschlagen, das Drehen von Brotkügelchen und ähnliche Unarten auf.
Von Anfang an bringt Castorp der Russin ein neugieriges Interesse entgegen, das er sich zunächst selbst nicht erklären kann. Erst später erkennt er, dass ihn die junge Dame unbewusst an einen frühen „Jugendschwarm“, seinen Mitschüler Přibislav Hippe (s. u.), erinnert. Ausführlich lässt er sich über sie von seiner Tischgenossin Frl. Engelhart informieren. Angesichts ihres zweifelhaften Gesundheitszustands („schlaff, fiebrig und innerlich wurmstichig“) sieht er in dem „stillen Verhältnisse“ aber lediglich „ein Ferienabenteuer, das vor dem Tribunal der Vernunft [nicht bestehen] kann“. Sehr bald wird aus affektierter Anteilnahme eine morbide Verliebtheit, ja Hörigkeit. Castorps Begehren wird durch die Eifersucht auf Hofrat Behrens angeheizt, dem Frau Chauchat „beinahe täglich“ Modell für seine Ölgemälde sitzt.
Settembrini warnt ihn eindringlich davor, ihren Reizen zu erliegen. Er sieht in ihr die Verkörperung des von ihm verachteten Kontinents Asien, der Heimat fortschrittsfeindlicher „Parther und Skythen“ sei. Die im Sanatorium herrschende Sinnenlust erscheint ihm vor dem Hintergrund dekadenter Trägheit geradezu frevelhaft. Am Beispiel von Madame Chauchat sieht er seine These bewahrheitet, wonach Krankheit nicht nur eine Folge, sondern eine Form der Liederlichkeit sei.
Während eines Karnevalsfestes bittet Castorp, bereits leicht angetrunken, Frau Chauchat bei einem Zeichenspiel um einen Bleistift. Sie überreicht ihm „ein kleines silbernes Crayon“, dünn und zerbrechlich und daher „zu ernsthafter Tätigkeit nicht zu gebrauchen“ – eine Parallele und ein Kontrast zu dem Stift, den sich Castorp einst in seiner Jugend von seinem homoerotisch verehrten (wendisch-slawischen) Mitschüler Přibislav Hippe ausgeliehen hat: dem „versilberten Crayon mit einem Ring, den man aufwärts schieben musste, damit der rot gefärbte Stift aus der Metallhülse wachse“. Nachdem Frau Chauchat ihre unmittelbar bevorstehende Rückreise nach Daghestan angekündigt hat, gesteht ihr Castorp in einer fast ausschließlich in französischer Sprache gehaltenen Szene seine Liebe. Eine sich anschließende Liebesnacht wird vom Erzähler nur angedeutet: Einerseits mahnt Clawdia am Ende der Begegnung, Castorp solle nicht vergessen, ihr ihren Bleistift zurückzugeben, und lädt ihn damit indirekt zu einem Besuch in ihrem Zimmer ein; andererseits besitzt Hans Castorp als „Pfand“ nach dieser Nacht das „Innenportrait“ (also das Röntgenbild) Clawdia Chauchats, das diese nach eigener Auskunft bis dahin in ihrem Zimmer aufbewahrt hat; als er es später einmal betrachtet, sieht er das „Rippenwerk“, umgeben von „dem Fleische, von dem Hans Castorp in der Faschingswoche vernunftwidrigerweise gekostet hatte“.

### Eingewöhnung
Nicht zuletzt mit Blick auf die äußere Routine des geregelten Sanatoriumlebens mit seinen festen Aufsteh-, Essens-, Untersuchungs- und Ruhezeiten nimmt Castorp die Zeit subjektiv anders wahr; sie wirkt auf ihn wie eine „ausdehnungslose Gegenwart“. Zunächst hält er sich für völlig gesund, eine Einschätzung, die die Klinikleitung nicht teilt. Auf Hofrat Behrens’ Rat bleibt er vorerst auf dem Berghof, nimmt zunehmend an therapeutischen Maßnahmen wie den Liegekuren teil. Castorp – der sich von Beginn seines Aufenthaltes an fiebrig fühlt – beginnt, an einer Erkältung zu leiden. Die resolute Oberin Adriatica von Mylendonk verkauft ihm ein Fieberthermometer, damit er, wie die anderen Berghofbewohner, mehrmals täglich seine Temperatur messen kann. Schließlich wird im Rahmen einer Untersuchung durch den Hofrat in Castorps Lunge eine „feuchte Stelle“ gefunden, was später bei einer Röntgenuntersuchung bestätigt wird. So wird Hans Castorp ein regulärer Patient des Sanatoriums. Die Tagesordnung der Patienten beginnt, „in seinen Augen das Gepräge einer heilig-selbstverständlichen Unverbrüchlichkeit“ anzunehmen, sodass ihm das Leben unten im Flachland „fast sonderbar und verkehrt erschien.“
Er besucht die psychoanalytische Vortragsreihe Dr. Krokowskis, deren zentrale These davon ausgeht, dass Krankheitssymptome „verkappte Liebesbetätigung und alle Krankheit verwandelte Liebe“ sei. Schließlich treibt Castorp diverse autodidaktische Studien etwa auf medizinischem und psychologischem Gebiet.

### Noch ein Mentor
Settembrini, unheilbar krank, verlässt den Berghof, um ins nahe gelegene „Davos-Dorf“ zu ziehen. Er bezieht Quartier im Haus eines „Gewürzkrämers“, in dem auch sein intellektueller Widerpart wohnt, der asketische Jesuitenschüler Naphta, ein zum Katholizismus konvertierter galizischer Jude mit bewegter Vergangenheit. Naphta ist ein brillanter, rhetorisch begabter und sophistischer Logik verpflichteter Intellektueller, von dessen Einflüssen Settembrini seinen jungen Freund Castorp vergeblich fernzuhalten versucht. In sowohl christlicher als auch kommunistischer Tradition strebt Naphta nach der Wiederherstellung des „anfänglichen paradiesisch justizlosen und gottesunmittelbaren Zustands“ der „Staat- und Gewaltlosigkeit“, wo es „weder Herrschaft noch Dienst gab, nicht Gesetz noch Strafe, kein Unrecht, keine fleischliche Verbindung, keine Klassenunterschiede, keine Arbeit, kein Eigentum, sondern Gleichheit, Brüderlichkeit, sittliche Vollkommenheit.“ Nach Abschaffung „der Greuel des modernen Händler- und Spekulantentums“ und „der Satansherrschaft des Geldes, des Geschäfts“ sei ein totalitärer, auf Terror gestützter Gottesstaat zu errichten; das Prinzip der Freiheit sei ein überlebter Anachronismus. Zwischen Settembrini und Naphta kommt es in der Folge immer wieder zu heftigen Disputen über philosophische und politische Fragen, bei denen sich der Zuhörer Castorp beeindruckt davon zeigt, wie Naphta seinem bisherigen Lehrmeister Paroli bietet.

### Ziemßens Tod
Im Gegensatz zu Hans Castorp drängt sein soldatischer Vetter Joachim Ziemßen darauf, den Berghof zu verlassen, um wieder aktiv zu leben und seinen Militärdienst wahrzunehmen. Gegen den ärztlichen Rat verlässt er den Berghof, muss jedoch nach kurzem Dienst einsehen, dass sich sein Leiden verschlimmert, und ins Sanatorium zurückkehren. Nach seinem Tod wird sein Geist im Rahmen einer der von Dr. Krokowski geleiteten spiritistischen Sitzungen aus dem Totenreich heraufbeschworen.

### Der Schneetraum
Während eines Skiausflugs im Hochgebirge, leichtfertig die Gefahr im „weißen Nichts“ der Schneelandschaft hinnehmend, gerät Hans Castorp in einen lebensbedrohlichen Schneesturm. Mit letzter Kraft kann er sich in den Windschatten eines Heuschobers retten und schläft, erschöpft von der ungewohnten Anstrengung, ein. Im Traum sieht er zunächst eine „wunderschöne Bucht am Südmeer“, mit „verständig-heiterer, schöner, junger Menschheit“, „Sonnen- und Meereskinder“, die einander „mit Freundlichkeit, Rücksicht, Ehrerbietung“ begegnen. Im Rücken dieser verklärten Szenerie spielt sich allerdings höchst Schauerliches ab: Zwei Hexen zerreißen und fressen über flackerndem Feuer ein kleines Kind. Halb erwacht und die beiden Traumbilder vergleichend, erkennt Hans Castorp, dass menschliche Form und Gesittung letztlich die Bewältigung des Grässlichen und Rohen in uns sind. Er beginnt nun nicht nur an seinen einseitigen Mentoren Settembrini und Naphta, sondern auch an den Gegensatzpaaren Tod/Leben, Krankheit/Gesundheit und Geist/Natur zu zweifeln. Der Mensch sei vornehmer als sie, und weil sie nur durch ihn existieren, sei er Herr über die Gegensätze. Aus Sympathie mit dem Menschengeschlecht beschließt Hans Castorp, das Wissen um den Tod zwar nicht zu verdrängen, aber fortan folgenden Leitsatz zu beherzigen: Der Mensch soll um der Güte und Liebe willen dem Tode keine Herrschaft einräumen über seine Gedanken. Hans Castorp wird diese Maxime schon bald vergessen, nachdem er dem Schneesturm rechtzeitig entkommen ist. Tatsächlich ist das, was in diesem zentralen Kapitel zum Ausdruck kommt, vor allem Thomas Manns eigenes Credo.

### Eine königliche Persönlichkeit
Nach zwei Jahren kehrt Clawdia Chauchat in Begleitung ihres Liebhabers, des niederländischen Kaffee-Pflanzers Mynheer Pieter Peeperkorn, auf den Berghof zurück. Ungeachtet seiner Eifersucht zeigt sich Hans Castorp von den wirkungsvollen Auftritten des „Kaffeekönigs“ beeindruckt. Dessen Persönlichkeit lässt die Intellektuellen Naphta und Settembrini „verzwergen“. Mit „sommersprossig-nagelspitzer Kapitänshand“ trinkt Peeperkorn Wein aus Wassergläsern, experimentiert mit Schlangengiften und Drogen und betrachtet das Leben als „ein hingespreitet Weib, mit dicht beieinander quellenden Brüsten“, das „in herrlicher, höhnischer Herausforderung unsere höchste Inständigkeit beansprucht, alle Spannkraft unserer Manneslust, die vor ihm besteht oder zuschanden wird.“
Peeperkorn kann den intellektuellen Disputen zwischen Settembrini und Naphta wenig abgewinnen. Seine Bemerkungen beschränken sich oft auf ein vages Ungefähr, seine Sätze bleiben häufig unvollendet. Er überzeugt einzig durch die Wucht seiner Persönlichkeit. Erstaunt erlebt Hans Castorp, was charismatische Ausstrahlung bewirken kann. Doch Peeperkorns Tropenfieber, unter dem er bereits bei seinem ersten Auftritt leidet und das er mit Chinarinde zu therapieren versucht, verschlimmert sich zusehends. Da er den Verlust seiner Lebens- und Manneskraft befürchtet, tötet er sich selbst mit einem Gift, das er sich mit einem eigens konstruierten, an „das Beißzeug der Brillenschlange“ erinnernden Apparat injiziert. Nach seinem Tod verlässt Madame Chauchat den Berghof für immer.

### Der große Stumpfsinn
Gegen Ende des Romans verflachen die Aktivitäten der meisten Berghofbewohner, man langweilt sich oder vertreibt sich die Zeit mit dem Legen von Patiencen, mit Briefmarkensammeln, Fotografieren, Schokoladeessen und mit spiritistischen Sitzungen, in denen auch der bereits verstorbene Joachim Ziemßen „erscheint“. Castorp wendet sich mit Vergnügen dem neu angeschafften Grammophon zu, auf dem er sich unter anderem Schuberts Lied vom Lindenbaum anhört. Insgesamt entwickeln sich Zanksucht, kriselnde Gereiztheit und namenlose Ungeduld unter den anwesenden Personen. Der zwischen Settembrini und Naphta von jeher schwelende weltanschauliche Streit eskaliert und endet schließlich mit einem Pistolenduell, bei dem Settembrini den Schuss auf Naphta mit Absicht in die Luft abfeuert, worauf sich dieser aus Wut und Verzweiflung selbst erschießt.

### Der Donnerschlag
Aus dem ursprünglich geplanten dreiwöchigen Aufenthalt im Sanatorium sind für Castorp mittlerweile sieben Jahre geworden. Erst der Ausbruch des Ersten Weltkriegs ist der unerwartete „Donnerschlag“, der den vermeintlich „Endgültigen“ aus dem passiven Dasein in der Abgeschiedenheit des Berghofs reißt. Hastig kehrt die internationale Patientenschaft in ihre Herkunftsländer zurück, darunter auch Hans Castorp, dessen überstürzte Heimreise ihn mit einer vollkommen veränderten entbürgerlichten Welt konfrontiert: Schuberts Lindenbaum auf den Lippen, zieht er in den Krieg. Als gewöhnlicher Heeressoldat im Schlachtgetümmel nimmt er an einem der zahllosen Angriffe an der Westfront teil. Dort gerät er schließlich aus dem Blickfeld des Erzählers. Sein Schicksal bleibt ungewiss, sein Überleben im Kugelhagel unwahrscheinlich.

## Interpretation
Der Zauberberg ist in mancherlei Hinsicht eine Parodie auf den klassischen deutschen Bildungsroman. Wie dessen übliche Protagonisten verlässt Hans Castorp sein Vaterhaus und wird konfrontiert mit Kunst, Philosophie, Politik und der Liebe. Besonders in den Gesprächen mit seinen Mentoren Settembrini und Naphta lernt er eine Reihe verschiedener Ideologien kennen. Anders jedoch als im traditionellen Bildungsroman führt sein Weg nicht hinaus in die Welt, sondern hinauf in eine abgehobene Bergkulisse, hinein in eine hermetische Krankenstation. Die „Erziehung“ auf diesem Zauberberg dient also nicht mehr dazu, Hans Castorp in ein tüchtiges und selbstbewusstes Mitglied der bürgerlichen Gesellschaft zu verwandeln. Vielmehr mündet sein persönlicher Entwicklungsprozess ins Leere, in die jede Individualität auflösenden „Stahlgewitter“ (Ernst Jünger) des Ersten Weltkriegs.
Nach Bekunden des Autors war der ursprünglich als Novelle konzipierte Zauberberg zunächst als heiter-ironisches Gegenstück, als „Satyrspiel“ zu der erst 1912 vollendeten Novelle Der Tod in Venedig gedacht. Ihre Atmosphäre sollte „die Mischung von Tod und Amüsement“ sein, die Thomas Mann beim Besuch seiner Frau im Sanatorium von Davos kennengelernt hatte. „Die Faszination des Todes, der Triumph rauschhafter Unordnung über ein der höchsten Ordnung geweihtes Leben, die im Tod in Venedig geschildert ist, sollte auf eine humoristische Ebene übertragen werden.“ Und so stellt Der Zauberberg in vielerlei Hinsicht die Antithese zur genannten Novelle dar: Dem etablierten Schriftsteller Gustav von Aschenbach steht hier ein junger, unerfahrener Ingenieur gegenüber, dem schönen polnischen Knaben Tadzio die „asiatisch-schlaffe“ Russin Madame Chauchat, der totgeschwiegenen Cholera in Venedig schließlich die offen zur Schau gestellte Tuberkulose im Sanatorium.

### Symbolik
Die Bezüge des Romans zu seinem Titel sind vielschichtig: Der Zauberberg als Ort der Entführung ist spätestens seit dem Rattenfänger von Hameln ein Motiv der deutschen Literatur. In Eichendorffs Erzählung Das Marmorbild wird gleich zu Anfang ausdrücklich vor dem „Zauberberg“ gewarnt, in den die Jugend gelockt wird und von wo „keiner wieder zurückgekehrt ist“. Die Geschichte selbst handelt explizit von der Verführungskraft des Verfalls in Form einer auf einer Anhöhe gelegenen Schlossruine, in der die Sinne (der Realitäts- wie der Zeitsinn) getäuscht werden.
Der Schauplatz der Handlung, das Sanatorium Berghof, liegt nicht nur geographisch abseits im Hochgebirge, sondern stellt auch, wie der Zauberberg der alten Dichtungen, eine abgeschlossene Welt für sich dar. Ihre Abgeschiedenheit ermöglicht eine Konzentration von repräsentativen Charakteren, deren Handeln in nuce die sozialen, politischen und geistigen Auseinandersetzungen Europas vor dem Ersten Weltkrieg widerspiegelt. Das Gebirge bildet überdies einen Gegensatz zu Castorps Heimat, der nüchtern-praktischen Geschäftswelt des norddeutschen „Flachlands“. Erst hier, in höhere Sphären aufgestiegen, kann er sich geistig über seine bürgerliche Herkunft erheben und schließlich im „Schneetraum“ der Versuchung der Todessehnsucht widerstehen.
In jener grotesken mit „Walpurgisnacht“ überschriebenen Karnevalsszene, während der Castorp, vom Alkohol ermutigt, Madame Chauchat seine Liebe gesteht, wird das Sanatorium zum Blocksberg, wo sich im ersten Teil von Goethes Faust die Hexen und Teufel zu einem obszön-höllischen Fest zusammenfinden. Hier, in der Mitte des Romans, klingt in Settembrinis Goethezitat indirekt zum ersten Mal auch der Romantitel an: Allein bedenkt! Der Berg ist heute zaubertoll (Walpurgisnacht, Faust I).
Außerdem erinnert das Sanatorium an den Venusberg, einen verbreiteten, nicht zuletzt aus Richard Wagners Oper Tannhäuser bekannten Topos der deutschen Literatur, eine Art „höllisches Paradies“, einen Ort der Wollust und Zügellosigkeit. Dort verläuft die Zeit anders: Der Besucher glaubt, im Venusberg nur wenige Stunden verbracht zu haben. Hat er aus ihm aber herausgefunden, so sind sieben Jahre vergangen – wie für Hans Castorp, dem die ursprünglich geplanten drei Berghof-Wochen letztlich ebenfalls zu sieben ganzen Jahren geraten.
Auch anderswo im Zauberberg sind Anspielungen auf Märchen und Mythologie allgegenwärtig:
- Settembrini vergleicht Hofrat Behrens mit dem Totenrichter Rhadamanthys und das Sanatorium Berghof mit dem Schattenreich, in dem Hans Castorp wie ein Odysseus hospitiere.
- Hans Castorp übernimmt zudem die Rolle des Orpheus in der Unterwelt: Der Berghof mit seinen „horizontalen Liegekuren“ und den unterkühlten Temperaturen, in dem Hofrat Behrens mit „blauen Wangen“ regiert, gleicht dem Hades. Im Kapitel „Fülle des Wohllauts“ ist es ausgerechnet eine Aufnahme des Cancans aus Offenbachs Orpheus in der Unterwelt, die als erstes auf dem neuen Grammophon wiedergegeben wird, und Hans Castorp schafft es, durch Auflegen einer Arie aus Gounods Margarete während einer spiritistischen Sitzung in Dr. Krokowkis Zimmer, den Geist Joachim Ziemßens zu beschwören und für kurze Zeit dem Jenseits zu entreißen – ähnlich wie Orpheus durch seinen Gesang die Erlaubnis erwirkt, Eurydike mit sich aus dem Totenreich zu entführen.
- Mit dem Schneetraum im Kapitel „Schnee“ greift Thomas Mann den Nekyia-Mythos auf, die Hadesfahrt.
- Behrens vergleicht die Vettern mit Castor und Pollux, Settembrini sich selbst mit Prometheus.
- Die ungebildete Frau Stöhr bringt, wenngleich beide miteinander verwechselnd, Sisyphos und Tantalus ins Spiel.
- Die üppigen Krankenmahlzeiten werden mit dem Tischlein-Deck-Dich aus dem Märchen verglichen.
- Frau Engelharts hartnäckige Suche nach Madame Chauchats Vornamen erinnert an die Königstochter in Rumpelstilzchen.
- Castorp trägt nicht nur denselben Vornamen wie die Märchenfigur Hans im Glück, sondern teilt auch deren Naivität. Am Ende verliert er, genau wie jene, den Lohn von sieben Jahren, da sein vielschichtiger Reifeprozess auf dem Zauberberg doch mutmaßlich im sinnlosen Tod auf dem Schlachtfeld enden wird.
- Schließlich taucht noch das Siebenschläfer-Motiv auf, als der Erste Weltkrieg ausbricht und mit dem Bild vom Donnerschlag, der den Zauberberg sprengt und den Siebenschläfer unsanft vor seine Tore setzt zum ersten und einzigen Male der Romantitel wörtlich erwähnt wird.
- Selbst der simple Kauf eines Fieberthermometers gerät zum Initiationsritus, der Castorp endgültig in die verschworene Gemeinschaft der Berghof-Bewohner aufnimmt. Schon der Name der Verkäuferin, Oberin Adriatica von Mylendonk, scheint einer anderen Welt zu entstammen – „hier mutet manches mittelalterlich an“, meint Settembrini.
- Die Märchen-Zahl 7 taucht leitmotivisch in zahlreichen Zusammenhängen des siebenteiligen Romans auf. Um nur die auffälligsten zu nennen: Sieben Jahre verbringt Castorp auf dem Berghof. Der groteske Karneval, ein Höhepunkt des Romans, findet nach sieben Monaten statt. Exakt sieben Minuten lang muss das Fieberthermometer von allen Patienten täglich mehrmals unter der Zunge gehalten werden. Außerdem ist die Zauberzahl in der Anzahl der Tische im Speisesaal sowie als Quersumme in Castorps Zimmernummer 34, und sie ist auch in der Jahreszahl 1907 (dem Beginn der erzählten Zeit) versteckt. Settembrinis Name enthält die Zahl auf Italienisch. Als Mynheer Peeperkorn seinen Entschluss zum Suizid in einer pathetischen Zeremonie besiegelt, sind sieben Personen zugegen. Joachim Ziemßen stirbt um sieben Uhr. Madame Chauchat bewohnt das Zimmer Nummer 7.

### Krankheit und Tod
Krankheit und Tod gehören zu den zentralen Themen des Romans, über die in den metaphysischen Gesprächen mit Settembrini und Naphta ausführlich disputiert wird. Nahezu alle Protagonisten leiden in unterschiedlichem Maße an Tuberkulose, die auch den Tagesablauf, die Gedanken und Gespräche beherrscht („Verein Halbe Lunge“). Immer wieder sterben Patienten an dieser Krankheit, wie der „Herrenreiter“, Fritz Rotbein, die junge Leila Gerngroß, die „überfüllte“ Frau Zimmermann, der schöne Lauro, der vierzehnjährige Teddy, die „rassige“ Natalie Mallinckrodt, die mittellose Karen Karstedt oder auch Barbara Hujus, die dem Leser durch die düstere Viatikum-Szene im Gedächtnis bleibt, und nicht zuletzt Castorps Vetter Ziemßen, der „heroisch“ wie ein antiker Held aus dem Leben scheidet. Neben die krankheitsbedingten Todesfälle treten schließlich mehrere Suizide (Peeperkorn, Naphta), ehe der Roman schließlich im mörderischen Krieg der Nationen endet, dem „Weltfest des Todes“.
Zu Tod und Krankheit in seinem Roman kommentiert Thomas Mann: „Was er [gemeint ist Hans Castorp] begreifen lernt, ist, dass alle höhere Gesundheit durch die tiefen Erfahrungen von Krankheit und Tod hindurchgegangen sein muss […]. Zum Leben, sagt einmal Hans Castorp zu Madame Chauchat, zum Leben gibt es zwei Wege: der eine ist der gewöhnliche, direkte und brave. Der andere ist schlimm, er führt über den Tod, und das ist der geniale Weg. Diese Auffassung von Krankheit und Tod, als eines notwendigen Durchganges zum Wissen, zur Gesundheit und zum Leben, macht den Zauberberg zu einem Initiationsroman.“ Im „Schnee“-Kapitel erreicht Castorp mit der Überwindung der Verfallenheit an den Tod einen entscheidenden Schritt seiner geistigen Entwicklung. In ironischer Brechung der hier gewonnenen lebensfreundlichen Maxime erlaubt der Autor seinem Protagonisten allerdings erst im letzten Kapitel, nach dieser Erkenntnis zu handeln und die Welt des Zauberbergs (nicht einmal freiwillig) zu verlassen.

### Zeit
Mit der Leben/Tod-Thematik ist der Begriff der Zeit verwoben, ein weiteres zentrales Motiv im Zauberberg. Obwohl der Roman nahezu chronologisch aufgebaut ist, verläuft die Handlung – beginnend mit Hans Castorps Ankunft auf dem Bahnhof Davos-Dorf Anfang August 1907 und endend mit dem Ausbruch des Ersten Weltkriegs genau sieben Jahre später – nicht in gleichmäßiger Geschwindigkeit, sondern beschleunigt sich zunehmend. Die ersten fünf Kapitel, etwa die Hälfte des Textes, beschreiben von Castorps insgesamt sieben Zauberbergjahren zeitdehnend und detailreich lediglich die ersten sieben Monate, die dem Protagonisten täglich Neues, Interessantes bringen und die in der „Walpurgisnacht“ zugleich ihren Kulminations- und Endpunkt finden.
Die letzten beiden Kapitel drängen, raffen und verdichten indes einen Zeitraum von sechs für Castorp von Routine und Monotonie geprägten Jahren; Mann verarbeitet dabei zitierend ein philosophisches Thema des von ihm verehrten Arthur Schopenhauer, das „zeitlose Jetzt“ (lat. nunc stans). Der Asymmetrie im Romanaufbau entspricht auf der Erzählebene eine verzerrte Zeitwahrnehmung durch den Protagonisten selbst.
Schließlich wird im Roman fortwährend über das Phänomen der Zeit auch auf theoretischer Ebene diskutiert: Über die Frage etwa, inwieweit „Interessantheit und Neuheit des Gehalts die Zeit vertreibe, das heißt: verkürze, während Monotonie und Leere ihren Gang beschwere und hemme“. Erörtert wird auch das Problem der „Erzählbarkeit“ von Zeit, des Zusammenhangs zwischen der Dauer eines Berichts und der Länge des Zeitraums, auf den er sich bezieht.
Im Zeichen symbolhafter Bezüge steht das einzig konkrete Datum der Romanhandlung, der Faschingsdienstag des Jahres 1908, den das Unterkapitel „Walpurgisnacht“ schildert. Der Autor legt diesen letzten Tag des Karnevals – und notabene Vortag des an Buße und Memento mori mahnenden Aschermittwochs – auf den 29. Februar. Von Peeperkorn später (im siebenten Kapitel) mit der Feststellung: „Sie waren Clawdias Geliebter“ in die Enge getrieben, findet Hans Castorp die elegante Ausflucht, dass dieser Faschingsdienstag „ein aus aller Ordnung und beinahe aus dem Kalender fallender Abend war“, ein Extraabend, ein Schaltabend, „und daß es also nur eine halbe Lüge gewesen wäre, wenn ich Ihre Feststellung geleugnet hätte.“ Eine weitere Pointe liegt darin, dass der 29. Februar 1908 in Wirklichkeit gar nicht auf den Faschingsdienstag, sondern auf den vorangehenden Samstag fiel, die symbolträchtige (Um-)Datierung also der poetischen Freiheit zugutezuhalten ist, die sich der Autor hier aus den oben genannten Gründen genommen hat.

### Erotik
Der Protagonist Hans Castorp teilt die bisexuelle Orientierung seines Autors. So liebt er einerseits leidenschaftlich die Russin Clawdia Chauchat. Seine homoerotische Ausrichtung kommt indes in seiner Neigung zu seinem Jugendfreund Přibislav Hippe zum Ausdruck, aber auch in der Faszination, die der lebenskräftige Weltmensch Peeperkorn auf Castorp ausübt. Verbunden werden die beiden Aspekte seiner Sexualität durch das Symbol des Bleistifts: Sowohl von Přibislav als auch von Clawdia borgt er sich einen „Crayon“. Während letzterer „dünn und zerbrechlich ist“, wird der seines Schulfreundes für den pubertierenden Castorp fast zur Reliquie und weckt durch seine Größe und Gestalt phallische Assoziationen. Der nostalgisch geliebte Přibislav trägt obendrein einen „sprechenden“ Nachnamen, denn „Hippe“ bedeutet „Sense“ und wird in der Knochenhand des als Schnitter versinnbildlichten Todes zum bedeutungsvollen Attribut, das die enge Verbindung zwischen Eros und Thanatos in der Zauberberg-Sphäre unterstreicht.
Im Laufe des Romans wird die Thematik vielfach ironisch gebrochen: in Castorps Liebesschwüren beim Karneval, die keineswegs frei von Komik sind, in den Röntgenbildern, die Hofrat Behrens Castorp zu „Studienzwecken“ zeigt („ein Frauenarm, Sie ersehen es aus seiner Niedlichkeit. Damit umfangen sie uns beim Schäferstündchen“), und schließlich in der seltsamen Dreierbeziehung, die Castorp und Clawdia zu gemeinsamen Verehrern Peeperkorns werden lässt.
Schließlich gehört in diesen Zusammenhang auch der sich auf Platon berufende pädagogische Eros Settembrinis, dessen liebevolle, völlig asexuelle Zuwendung zu seinem Schüler Castorp ganz dem von ihm verkündeten humanistischen Menschenbild entspricht.

### Musik
Wie so oft bei Thomas Mann – etwa in den Buddenbrooks oder ganz besonders in Doktor Faustus – spielt auch im Zauberberg die Musik eine entscheidende Rolle. Die Musik steht hier für die von Hans Castorp letztlich überwundene „Sympathie mit dem Tod“ (eine Formulierung des Komponisten Hans Pfitzner, die Thomas Mann oft aufgriff). In dem Kapitel „Fülle des Wohllauts“ bespricht Thomas Mann eingehend fünf Musikstücke: Giuseppe Verdis Aida, Claude Debussys Prélude à l’après-midi d’un faune, Georges Bizets Carmen, Charles Gounods Faust und Franz Schuberts Der Lindenbaum. Vor allem das zuletzt genannte Lied wird zum Inbegriff romantischer Todessehnsucht, deren Überwindung letztlich das große Thema des Zauberberg ist. Nicht zufällig summt Hans Castorp in der Schlussszene des Buchs, auf den Schlachtfeldern des Ersten Weltkriegs, den Lindenbaum vor sich hin. Hier wird der romantische Todeskult, wie er sich etwa in Richard Wagners – von Thomas Mann sehr geschätzter – Oper Tristan und Isolde findet, drastisch parodiert.

### Figuren
Die meisten Figuren des vielschichtigen Zauberberg-Kosmos haben repräsentative Funktion und verkörpern verschiedene Psychologien und Strömungen der Vorkriegszeit.

#### Castorp
Hans Castorp, nach des Autors eigenem Bekunden ein „Gralssucher“ in der Tradition Parzivals, ein „reiner Tor“, bleibt blass und mittelmäßig gezeichnet. Er steht für das deutsche Bürgertum, das sich, zwischen widersprüchlichen Einflüssen hin- und hergerissen, einerseits zu höchsten humanistischen Leistungen aufschwingen, andererseits auch dumpf-philiströser Kulturfeindlichkeit oder radikalen Ideologien anheimfallen kann. Wie oft bei Thomas Mann verbirgt sich hinter der Namenswahl auch hier eine tiefere Bedeutung. „Hans“ steht einerseits für den deutschen Allerweltsnamen schlechthin. Viele Märchenfiguren tragen ebenfalls diesen Namen, wie etwa der bereits erwähnte Hans im Glück. Wichtig ist zudem die biblische Konnotation: Hans als Kurzform von Johannes verweist auf den Lieblingsjünger Jesu sowie den Evangelisten, dem die Offenbarung zuteilwird. Die auf Castorp wirkenden Einflüsse werden durch weitere Hauptfiguren des Werks vertreten:

#### Settembrini
Settembrini vertritt intellektuelle Aufgeklärtheit und Lebensbejahung. Tätigsein ist für ihn ein ethischer Wert. Er macht sich zu Hans Castorps Mentor und Erzieher. In dieser Rolle weist er ihn auf das Absurde hin, das in dessen Faszination von Krankheit und Tod liegt. Er warnt ihn auch vor dem fahrlässig-trägen Charakter der Russin Clawdia Chauchat, in die sich Hans Castorp nachhaltig verliebt hat.
In einer Szene veranschaulicht Thomas Mann symbolisch Settembrinis aufklärende (erhellende) Funktion, als dieser Hans Castorp im Dunkeln vorfindet und vor der Gesprächseröffnung das Deckenlicht anknipst. Settembrinis verehrtes Vorbild Carducci hat eine Hymne auf einen anderen, nicht geheueren Lichtbringer geschrieben, auf Luzifer, „la forza vindice della ragione“. Sich selbst vergleicht Settembrini mit Prometheus, der den Menschen das Feuer als technischen Fortschritt gebracht hat. Settembrini gibt sich im Zauberberg gegenüber Hans Castorp, zuvor von Naphta hierüber in Kenntnis gesetzt, als Freimaurer zu erkennen.
Von seinem Gegenspieler Naphta wird Settembrini als „Zivilisationsliterat“ verspottet – eine Wortschöpfung Thomas Manns aus seinem Essay Betrachtungen eines Unpolitischen. Tatsächlich ist der Italiener und Intellektuelle als Karikatur des westlich orientierten, liberal-demokratischen Schriftstellertyps gedacht, wie ihn Thomas Manns Bruder und Schriftsteller-Rivale Heinrich verkörperte.
Parallel zur Entstehung des Romans vollzog sich die bemühte Hinwendung Thomas Manns zur Demokratie und zur Weimarer Republik. In Selbstzeugnissen hat Thomas Mann sich skeptisch geäußert über die extremen Standpunkte der Antagonisten Settembrini und Naphta, aber hinzugefügt, dass ihm die Figur Settembrinis näher stehe als der doktrinäre Naphta.
Die äußere Erscheinung Settembrinis orientiert sich an dem italienischen Komponisten Ruggiero Leoncavallo.
Der Name Settembrini ist eine Anspielung auf den Literaten und Freimaurer Luigi Settembrini, der auch Meister vom Stuhl einer Freimaurerloge war.

#### Naphta
Naphta steht für die zersetzenden Kräfte, den Extremismus von beiden Seiten, wie er sich in der Weimarer Republik zunehmend etablieren konnte, für die Selbstzerstörung, die in ein totalitäres System führen sollten. Sein heterogen aus radikal-ideologischen Versatzstücken aller Art geformtes kollektivistisches Weltbild trägt ebenso kommunistische wie faschistoide Züge. In diesem Sinne ist seine Religiosität nicht nur christlich, sondern beispielsweise auch pantheistisch orientiert. Zentrale religiöse und philosophische Werte werden durch eine brillante, kalte Intelligenz und sophistische Rhetorik ihres Sinnes entkleidet und ad absurdum geführt, „als wollte er wahrhaben, dass sich die Sonne um die Erde drehe“. Naphta verkörpert eine anti-humane, anti-aufklärerische Gedankenwelt. Er konkurriert mit Settembrini um die Gunst ihres wissbegierigen Schülers Hans Castorp, dessen naive Verklärung der Krankheit er unterstützt: „in der Krankheit beruhe die Würde des Menschen und seine Vornehmheit; er sei, mit einem Worte, in desto höherem Grade Mensch, je kränker er sei“, allein der Krankheit werde jeder Fortschritt verdankt. Rüdiger Safranski hat auf die Verwandtschaft Naphtas zu Dostojewskis Großinquisitor hingewiesen.
Der umworbene Castorp gesteht zwar im Schnee-Kapitel, als er seine beiden Mentoren als „Schwätzer“ entlarvt, dass es Settembrini immerhin gut mit ihm meine, erkennt aber letztlich, dass in den Wortgefechten der beiden Kontrahenten zumeist die ätzende Rabulistik obsiegt. Der Streit ihrer unversöhnlich gegeneinander stehenden Weltanschauungen eskaliert schließlich in einem Pistolenduell. Es ist gewiss kein Zufall, dass Naphta in Thomas Manns ursprünglicher Romankonzeption nicht vorgesehen war, sondern erst später eingearbeitet wurde. Auffällig ist, dass Thomas Mann präfaschistisches, antihumanes Gedankengut ausgerechnet von einem Juden vertreten lässt – wie übrigens später auch im Doktor Faustus, wo faschistisches Denken durch den Juden Dr. Chaim Breisacher repräsentiert wird.

#### Clawdia Chauchat
Clawdia Chauchat verkörpert im Roman die erotische Verführung, wenn auch in ihrer morbiden, zu „asiatischer Schlaffheit“ degenerierten Form. Vor allem Castorps Verliebtheit ist es, die ihn länger als geplant auf dem Zauberberg verweilen lässt – Sinnenlust, die männlichen Tatendrang hemmt. Die Liste literarischer Vorbilder reicht von Circe bis hin zu den Nymphen in Wagners Venusberg. Auffallend erscheint die vielfach zum Ausdruck kommende, an Baudelaires berühmtes Gedicht Les chats in seiner Gedichtsammlung Les Fleurs du Mal erinnernde Katzen-Symbolik: Als „kirgisenäugig“ wird die Russin bezeichnet, ihr Nachname erinnert an das französische chaud chat, „heiße Katze“. Im Vornamen tauchen Krallen auf, englisch claws genannt. In der Figur der Clawdia soll Thomas Mann eine Mitpatientin seiner Frau namens Clawelia literarisch verarbeitet haben.

#### Mynheer Peeperkorn

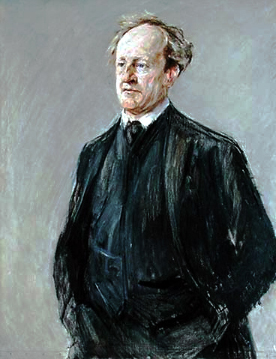
Gerhart Hauptmann von Max Liebermann porträtiert in dem Jahr, in dem er den Nobelpreis erhielt

Der erst spät auftretende Mynheer Peeperkorn, Madame Chauchats neuer Liebhaber, zählt zu den markantesten Figuren des Romans. Von Settembrini als „dummer alter Mann“ geschmäht, erinnert er erkennbar an jene zwiespältigen Figuren aus Manns früheren Werken, denen der Autor bzw. sein jeweiliger Protagonist ihrer naiv-vitalen Kraft wegen Bewunderung, Neid und Verachtung gleichermaßen entgegenbringt. Zu nennen sind insbesondere Herr Klöterjahn aus der Novelle Tristan sowie Tonio Krögers lebenskräftiger Freund Hans Hansen. Während diese aber nüchtern und sachlich dargestellt werden, trägt Peeperkorn mit seinem kruden Vitalitätskult groteske Züge. Er gerät zur Karikatur des Dionysischen. Den entgegengesetzten Charakter verkörpert Joachim Ziemßen, dem jeglicher dionysische Wesenszug fehlt. Peeperkorn und Ziemßen gehen letztlich an ihrer Einseitigkeit zugrunde – nicht jedoch der „mittelmäßige“ Hans Castorp. Im Laufe seines Aufenthalts auf dem Zauberberg gelingt es ihm, die Gegensätze apollinisch und dionysisch zu überwinden.
Modell für Peeperkorn war Thomas Manns Schriftstellerkollege Gerhart Hauptmann, der sich beim Lesen wiedererkannte (Bleistift-Marginalien in Hauptmanns Lese-Exemplar; Beschwerdebrief an den gemeinsamen Verleger Samuel Fischer). Auch Max Liebermann hat anlässlich einer Lesung die Vorlage der narrativen Karikatur sogleich erkannt.

#### Joachim Ziemßen
Vetter Joachim Ziemßen schließlich erscheint als Vertreter der soldatisch-treuen Pflichterfüllung, eine Figur, die sich – wenn auch nur vordergründig – den Herausforderungen des Lebens stellt und ihnen durch aktives Tätigwerden zu begegnen sucht. Trotz der vermeintlichen Andersartigkeit besteht zwischen Joachim und seinem Vetter Hans durchaus eine Seelenverwandtschaft. Hofrat Behrens spielt darauf an, wenn er die Vettern scherzhaft „Castorp und Pollux“ nennt. Zwischen beiden herrscht beredtes Schweigen – wichtig ist gerade das, was nicht offen gesagt wird. Parallel laufen auch die Liebesgeschichten der beiden Cousins ab. Während aber Hans sich allzu bereitwillig in den Rausch seiner Verliebtheit in Madame Chauchat ergibt, versagt sich Joachim, selbst ebenfalls der russischen Mitpatientin Marusja heftig verfallen, seinen Gefühlen freien Lauf zu lassen. Stattdessen setzt er, der ähnlich wie sein Vetter Gefährdete, willentlich alles daran, den hermetischen Mikrokosmos des Zauberbergs und seine körperliche, vor allem aber geistige Morbidität zu verlassen – um jedoch moribund zurückzukehren. Mit seinem stets taktvollen Benehmen, seiner Bescheidenheit und stets ruhigen, zurückhaltenden Art gewinnt Joachim von Beginn an die Sympathie des Lesers. Entsprechend anrührend ist das Kapitel „Als Soldat und brav“ (eine Zeile aus Goethes Faust zitierend), das seine resignative Rückkehr, sein stilles Leid und gefasstes Sterben schildert. Die Figur des „braven Joachim“ weckt Anklänge an das in Thomas Manns Werken wiederholt aufgegriffene Motiv des heiligen Sebastian. Die Entschlossenheit, ein schweres Schicksal mit Würde zu ertragen, erinnert an weitere bekannte Leistungsethiker wie Gustav von Aschenbach oder Thomas Buddenbrook, die letztlich, genau wie Joachim, an ihrer selbstauferlegten Starre scheitern.

#### Hofrat Behrens
Vorbild des Hofrat Behrens war der Klinikleiter Geheimrat Professor Dr. Friedrich Jessen (1865–1935). Klinikleiter Hofrat Behrens trägt Züge des Mediziners, der seinerzeit Thomas Manns Frau Katia behandelt hat. Vom Autor wird jener „stiernackige“ Dr. Jessen wenig schmeichelhaft porträtiert: „mit vorquellenden, blutunterlaufenen Augen, blauen Backen, Stumpfnase und riesigen Händen und Füßen“. Geredet haben soll Behrens’ Vorbild wie „die Karikatur eines forschen Korpsstudenten“. Karikiert wird mit Behrens insbesondere auch Jessens Neigung, seinen Patienten aus rein wirtschaftlichem Interesse medizinisch nicht indizierte Verlängerungen ihres Aufenthalts anzuraten. Den Besucher Thomas Mann selbst etwa hatte der Mediziner seinerzeit wegen eines harmlos lästigen Katarrhs ein halbes Jahr in der Klinik behalten wollen.

#### Dr. Krokowski
Hinter Dr. Krokowski wird der Psychoanalytiker Georg Groddeck vermutet, der als Wegbereiter der Psychosomatik gilt. In seinem Sanatorium Marienhöhe bei Baden-Baden hielt er ab 1912 Vorträge, in denen er in ähnlicher Weise Zusammenhänge zwischen Liebe und Krankheit herstellte, wie dies Dr. Krokowski auf dem Berghof tut. Seine Thesen hat er in seinem 1913 veröffentlichten Buch Nasamecu (natura sanat – medicus curat) niedergelegt. In seiner Person vereinte Thomas Mann mehrere Vorbilder: Neben Sigmund Freud ist Dr. Edhin Krokowski auch Richard von Krafft-Ebing, dessen Werk Thomas Mann nachweislich bekannt war. Dr. Krokowski behandelt die „erschreckenden und unheimlichen Abwandlungen der Liebe“, und zwar in jenem „zugleich poetischen und gelehrten Stil“, der für Krafft-Ebings berühmtes Werk Psychopathia sexualis charakteristisch ist.

#### Adriatica von Mylendonk

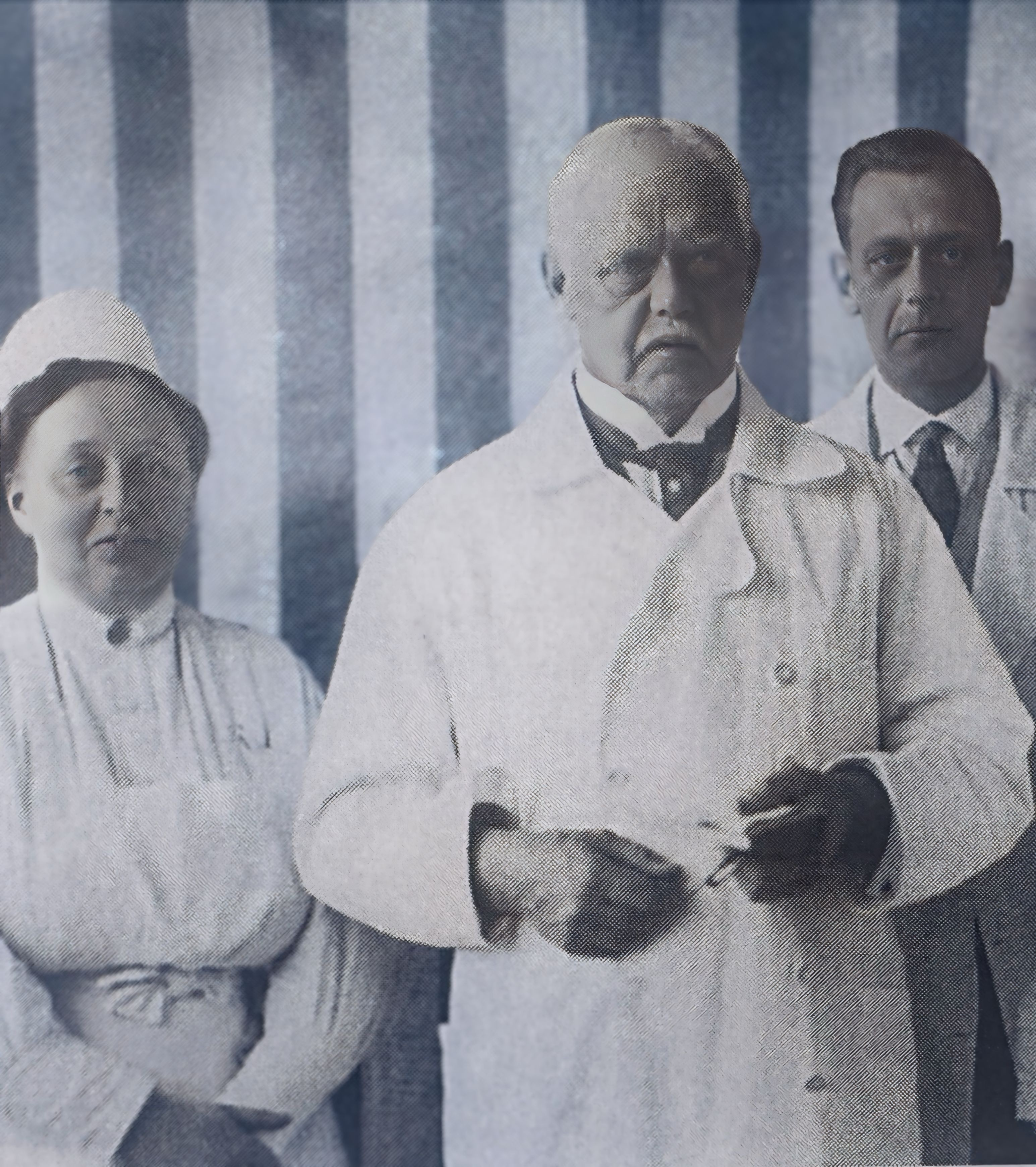
Luise Jauch (links), Sanitätsrat Prof. Dr. Friedrich Jessen (Mitte), dessen Sohn Dr. Harald Jessen (rechts)

Vorbild der Adriatica von Mylendonk, der „Oberaufseherin dieses Schreckenspalastes“, war Luise Jauch (1885–1933), die rechte Hand des Klinikleiters Geheimrat Professor Dr. Jessen und mit diesem aus Hamburg nach Davos gekommen, die von Mann ebenso wenig schmeichelhaft porträtiert wird wie Professor Jessen selbst: „Sie war eine Mittvierzigerin, kümmerlichen Wuchses, ohne Formen, angetan mit einem weißen, gegürteten, klinischen Schürzenkleid, auf dessen Brust ein Granatkreuz lag. Unter ihrer Schwesternhaube kam spärliches rötliches Haar hervor, ihre wasserblauen, entzündeten Augen, an deren einem zum Überfluss ein in der Entwicklung sehr weit fortgeschrittenes Gerstenkorn saß, war unsteten Blicks, die Nase aufgeworfen, der Mund froschmäßig, außerdem mit schief vorstehender Unterlippe, die sie beim Sprechen schaufelnd bewegte.“ Luise Jauch ist die Oberin und Verwaltungsleiterin im Sanatorium, dominierend und pragmatisch – sie "steht dem Haushalt von Hofrat Behrens vor". Sie beherrschte alle Arten von Kartenspielen, rauchte Zigarren und pflegte einen gewissen „Kasernenton“ – redet herrisch und unverblümt. Gleichzeitig verkörpert sie die medizinsch–rationale Instanz. Ihre Machtaura löst Castorps Reise ins Innere und Morbide aus. Sie wird als antithetische Figur zu Madame Chauchat gesehen – während Chauchat eher einer Verführung gleichkommt (Venus), ist Adriatica die Vertreterin des Unerbittlichen (Hades).

#### Frau Stöhr
Für die ungebildete Frau Stöhr, die Fremdwörter wie „kosmisch“ und „kosmetisch“ verwechselt und „desinfiszieren“ statt „desinfizieren“ sagt, hat eine weitere von Katias Mitpatientinnen, eine gewisse Frau Plür, Pate gestanden.
Ihr Name wurde aufgrund folgender Doppelbedeutung gewählt: Ihr einziger „Bildungsschatz“ ist die Kenntnis einer beachtlichen Anzahl (28) von Rezepten für Fischsaucen (wie z. B. vom Stör). Andererseits kann man ihr Verhalten bei Tisch – wie das ungefragte Dreinreden – auch als Störung bezeichnen.

## Entstehungsgeschichte

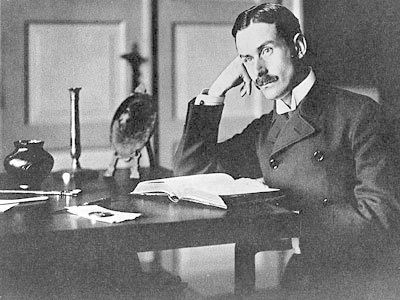
Thomas Mann auf einer Porträtaufnahme von 1905

Äußerer Anlass für das Werk war ein Kuraufenthalt von Thomas Manns Frau Katia im Waldsanatorium von Davos Platz im Jahre 1912. In zahlreichen, heute nicht mehr erhaltenen Briefen hatte sie ihrem Mann vom Alltag in der Heilanstalt berichtet. Bei einem dreiwöchigen Besuch lernte ihn Thomas Mann auch aus eigener Anschauung kennen. Ursprünglich hatte er die Absicht, die dort empfangenen Eindrücke im Rahmen einer Novelle zu verarbeiten; sie sollte (siehe oben unter Interpretation) „eine Art von humoristischem, auch groteskem Gegenstück“, ein „Satyrspiel“ zum 1912 erschienenen Tod in Venedig werden und in der Literaturzeitschrift Neue Rundschau veröffentlicht werden.
Bereits 1913 begann Thomas Mann mit der Niederschrift und unterbrach hierfür die Arbeit am Felix Krull. 1915 zwang ihn der Ausbruch des Ersten Weltkriegs zu einer Pause. Die Arbeit sollte erst 1920 wieder aufgenommen werden, nachdem inzwischen u. a. Herr und Hund, der Gesang vom Kindchen und die Betrachtungen eines Unpolitischen erschienen waren. Die ursprünglich geplante Novelle war mittlerweile zu einem zweibändigen Roman angewachsen, zu einer „ausgedehnten short story“, wie Thomas Mann später augenzwinkernd kommentierte. 1924 erschien das Werk im S. Fischer Verlag.
Einige im Zauberberg verwendete Motive und Anspielungen sind schon in Thomas Manns 1903 erschienener Erzählung Tristan vorweggenommen: Anton Klöterjahn bringt seine lungenkranke Frau Gabriele in ein Bergsanatorium. Dort lernt sie den Schriftsteller Detlev Spinell kennen. Dieser bringt sie dazu, ein Stück aus Wagners Oper Tristan und Isolde auf dem Klavier vorzuspielen, obwohl ihr die Ärzte jede Anstrengung untersagt haben.

## Wirkungsgeschichte

### Weimarer Republik
Beim Publikum stieß Der Zauberberg sofort auf große Resonanz und erreichte bereits nach vier Jahren eine Auflage von 100.000 Exemplaren. Übersetzungen erfolgten bislang in 27 Sprachen, darunter alle größeren europäischen. Auf Englisch gibt es sogar fünf – die erste Übersetzung von Helen Tracy Lowe-Porter erschien 1927 –, auf Japanisch zwei Versionen.
Erhebliche Verärgerung rief der Roman indes bei einer ganzen Reihe von Zeitgenossen hervor, die im Zauberberg karikiert worden waren, insbesondere beim alten Gerhart Hauptmann, der – für den Bekanntenkreis Hauptmanns erkennbar – als äußerliches Vorbild für die Figur des trunksüchtigen, anti-intellektuell gezeichneten Lebemanns Mynheer Peeperkorn gedient hatte. Trotz eines wortreichen Entschuldigungsbriefes vom 11. April 1925, in dem Thomas Mann bekennt, sich „versündigt“ zu haben, sollte es bis zum Goethejahr 1932 dauern, bis Hauptmann seinem jüngeren Kollegen endgültig verzieh. Nach einer anderen Version war es nicht der Dichter Hauptmann selbst, der auf dieses Porträt ablehnend und mit vorübergehender Distanzierung reagierte, sondern lediglich dessen Ehefrau.
Pikiert zeigte sich auch Dr. Friedrich Jessen, der Davoser Anstaltsarzt, der 1912 Thomas Manns Frau Katia behandelt hatte und sich unschwer im „geschäftstüchtigen“ Hofrat Prof. Behrens wiedererkannte. Aus Kollegenkreisen wurde ihm nahegelegt, den Autor zu verklagen, wobei die Erwartung einer gewissen Publicity für die Klinik und den Ort Davos mitgespielt haben mag. Jessen ließ indes die Sache letztlich auf sich beruhen. Auch bei der übrigen Ärzteschaft stieß Der Zauberberg auf erhebliche Kritik. Vom fachlich-medizinischen Standpunkt konnte jedoch gegen die Schilderung des Sanatoriumsbetriebs nichts eingewandt werden. Walther Amelung schrieb hierzu: „Th. M. hatte das Heilstättenmilieu sehr richtig erfaßt. Die Angriffe von Ärzten waren unberechtigt. Der Autor hat sich sehr klug 1925 in der Deutsch. Med. Wochenschr. verteidigt; Hans Castorp kommt durch seinen Aufenthalt in Davos in die Höhe, versackt nicht.“ Ähnlich positiv beurteilte den Roman der renommierte Chefarzt des Tuberkulosekrankenhauses Waldhaus Charlottenburg Hellmuth Ulrici, der mit Thomas Mann in einen Briefwechsel trat.
Der Verkehrsverein von Davos bestellte bei Erich Kästner im Jahre 1936 einen „heiteren Roman über Davos“, weil „Thomas Manns Zauberberg den Ort in gesundheitlicher Hinsicht in Verruf gebracht hatte.“ Kästner verfasste den in Davos spielenden Zauberlehrling (Romanfragment) mit Doppelgänger-Motiven und einem Zeus, der Blitze schleuderte.
In der literarischen Fachwelt erfuhr Der Zauberberg indes ein überwiegend positives Echo. Arthur Schnitzler zum Beispiel teilte, obgleich selbst Arzt, die Vorbehalte seiner Kollegen gegen den Roman nicht. Wohlwollend urteilten auch Georg Lukács (der sich zu Thomas Manns Verwunderung in der Figur des Leo Naphta nicht wiederfand), André Gide sowie Ernst Robert Curtius. Kritischer fielen indes die Voten von Carl Sternheim, Alfred Döblin, Hermann von Wedderkop und vor allem von Bertolt Brecht aus, der Mann als „regierungstreuen Lohnschreiber der Bourgeoisie“ bezeichnete. Die Begründung des Stockholmer Komitees für den Nobelpreis im Jahr 1929 bezog sich wegen der Abneigung des Jurymitglieds Fredrik Böök gegen Manns dritten Roman in erster Linie auf Buddenbrooks.

### Drittes Reich
Die Nationalsozialisten schmähten den Zauberberg zwar als Verunglimpfung des von ihnen propagierten „soldatischen Heldentums“ und als „Lob der Dekadenz“. Gleichwohl erschien das Werk nicht auf der schwarzen Liste von Goebbels’ Reichsministerium für Volksaufklärung und Propaganda.
Viktor Frankls Buch … trotzdem Ja zum Leben sagen bezieht die Zeiterfahrung von Holocaust-Gefangenen auf Tuberkulose-Patienten (in Der Zauberberg): „So paradox war dieses unheimliche Zeiterleben. In diesem Zusammenhang wäre übrigens auch an die treffenden psychologischen Bemerkungen zu erinnern, die sich etwa in Thomas Manns Roman ‚Der Zauberberg‘ finden, wo die seelische Entwicklung von Menschen geschildert wird, die sich in einer analogen psychologischen Situation befinden: tuberkulöse Sanatoriumsinsassen, die ebenfalls keinen Entlassungstermin kennen und in einer ebenso ‚zukunftslosen‘, nicht auf ein zukünftiges Ziel hin ausgerichteten Existenz dahinleben wie die hier in Frage stehenden Menschentypen, die Insassen von Konzentrationslagern.“

### Nachkriegszeit
Nach seinem Tod geriet Thomas Mann als „großbürgerlicher“ Autor mit seinem Werk Der Zauberberg zunehmend in die Kritik linker Literatenkreise, wie etwa der Gruppe 47. Die von der 68er-Bewegung geprägte Kritik erreichte ihren Höhepunkt im Thomas-Mann-Jahr 1975. Seither ist indes eine Mann-Renaissance zu beobachten, die nicht zuletzt auf das Wirken des einflussreichen Kritikers Marcel Reich-Ranicki zurückzuführen ist, der in einem Interview bekannt hat, „keine besseren“ deutschen Romane zu kennen als Goethes Wahlverwandtschaften und den Zauberberg.

### Gegenwart
Der Roman Castorp des polnischen Schriftstellers Paweł Huelle handelt vom Studium des Zauberberg-Protagonisten in Danzig, wo dieser, laut einem Hinweis in Manns Roman, vier Jahre am Polytechnikum zugebracht haben soll. Der Roman erschien 2004 in deutscher Sprache.
Am 8. November 2014 erlebte Der Zauberberg seine weltweit erste Adaption als Ballett (Ballett Dortmund, Choreographie: Wang Xinpeng, Konzept und Szenario: Christian Baier, Musik: Lepo Sumera).
2024 erschien der Roman Zauberberg 2 von Heinz Strunk, der in mehrfacher Hinsicht als Hommage an Manns Roman interpretiert wurde. Der Protagonist, der vermögende IT-Unternehmer Jonas Heidbrink, weist sich selber in eine Nervenklinik in der Uckermark ein und wird dort zum Dauerpatienten. Strunks Roman enthält auch ein Kapitel, das fast vollständig aus Zitaten aus dem Zauberberg besteht.
Im Rahmen des 150. Geburtstages von Thomas Mann im Juni 2025 erhielten er und seine Werke eine zusätzliche mediale Aufmerksamkeit. Vor dem Festakt in Lübeck bezeichnete Bundespräsident Frank-Walter Steinmeier den Zauberberg als sein Lieblingswerk von Mann.

## Verfilmungen
- Die erste Verfilmung war eine TV-Produktion des Sender Freies Berlin in Schwarzweiß unter der Regie von Ludwig Cremer; die Erstausstrahlung war am 4. Januar 1968. Darsteller sind u. a. Folker Bohnet, Heinz Klevenow, Michael Degen und Curt Bois.
- An eine weitere Verfilmung – diesmal in Farbe – wagte sich Filmproduzent Franz Seitz, wobei Hans W. Geißendörfer Regie führte.[22] Die deutsch-französisch-italienische Koproduktion kam 1982 in einer 2½ Stunden langen Version in die Kinos; die dreiteilige Fernsehfassung war mehr als doppelt so lang. Darsteller sind u. a. Christoph Eichhorn als Castorp, Rod Steiger als Peeperkorn, Marie-France Pisier als Clawdia Chauchat, Hans Christian Blech als Hofrat Behrens, Flavio Bucci als Settembrini, Charles Aznavour als Naphta sowie Alexander Radszun, Margot Hielscher, Gudrun Gabriel, Ann Zacharias, Irm Hermann, Kurt Raab, Rolf Zacher und Tilo Prückner.

## Musik
- Der Kölner Minimal-Techno-Musiker Wolfgang Voigt veröffentlichte 1997 unter dem Projektnamen Gas das Album Zauberberg, das im Titel (und indirekt in den düsteren Klangkompositionen) auf Manns Werk Bezug nimmt.
- Oper Zauberberg, nach dem Roman von Thomas Mann. Komponist: Robert Grossmann, Libretto: Rolf Gerlach. Uraufführung: 26. September 2002, Stadttheater, Chur (Schweiz) 2002.
- Oper Zauberberg, nach dem Roman von Thomas Mann. Komponist: Gregory Vajda, Libretto: Bettina Geyer. Auftragswerk im Rahmen des 25. Davos-Festivals. Uraufführung: 30. Juli 2010, Berghof „Schatzalp“, Davos.
- Schauspielmusik Zauberberg, nach dem Roman von Thomas Mann. Komponist und Texter: Mark Scheibe, Regie: Christina Friedrich. Uraufführung: 15. September 2015, Theater Trier (ehem. Trierer Walzwerk).[23]

## Theater
- 2001 wurde Der Zauberberg von Hermann Beil dramatisiert und im Rahmen der Festspiele Reichenau von Vera Sturm im leerstehenden Südbahnhotel am niederösterreichischen Semmeringpass inszeniert.[24][25]
- Am 19. März 2022 hatte eine Bühnenfassung des Romans in der Inszenierung von Sascha Hawemann Premiere am Mecklenburgischen Staatstheater Schwerin.[26]
- Am 28. Jänner 2023 hatte im Burgtheater in Wien eine Verdichtung, die viel musikalischen Hintergrund enthielt, ihre Premiere. In dieser Fassung von Bastian Kraft, der auch Regie führte, spielten vier Schauspieler die Hauptfigur Hans Castorps: Markus Meyer, Felix Kammerer, Dagna Litzenberger und Sylvie Rohrer. Auch die 14 weiteren Rollen wurden, in bewusster Vertauschung der Geschlechtsidentitäten, von denselben wenigen Schauspielern beiderlei Geschlechts, abwechselnd gesprochen.[27]

## Lesungen
- Hörbuch als stark gekürzte Lesung von Gert Westphal, Verlag: Deutsche Grammophon, 15 CDs, ISBN 3-8291-1317-X.
- Hörbuch als stark gekürzte Lesung von Gert Westphal, Verlag: Deutsche Grammophon, 7 Cassetten, ISBN 3-8291-0031-0.
- Hörspielbearbeitung, Verlag: Der Hörverlag, 2003, 10 CDs, ISBN 3-89940-258-8.
- Hörspielbearbeitung, Verlag: Der Hörverlag, 8 Kassetten, ISBN 3-89940-283-9.

### Titelblatt und Original-Einbände des Erstdrucks

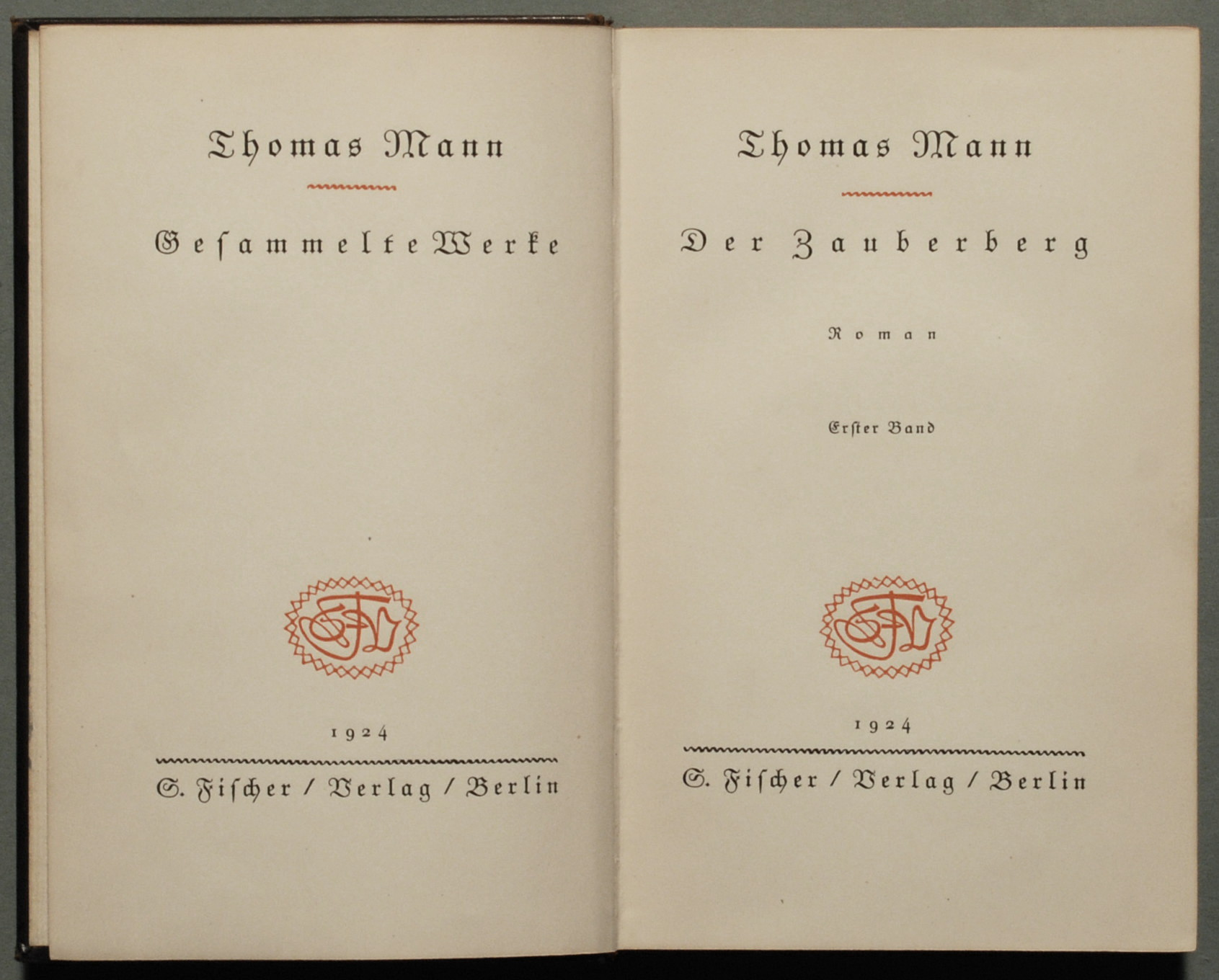
Titelblatt des Erstdrucks
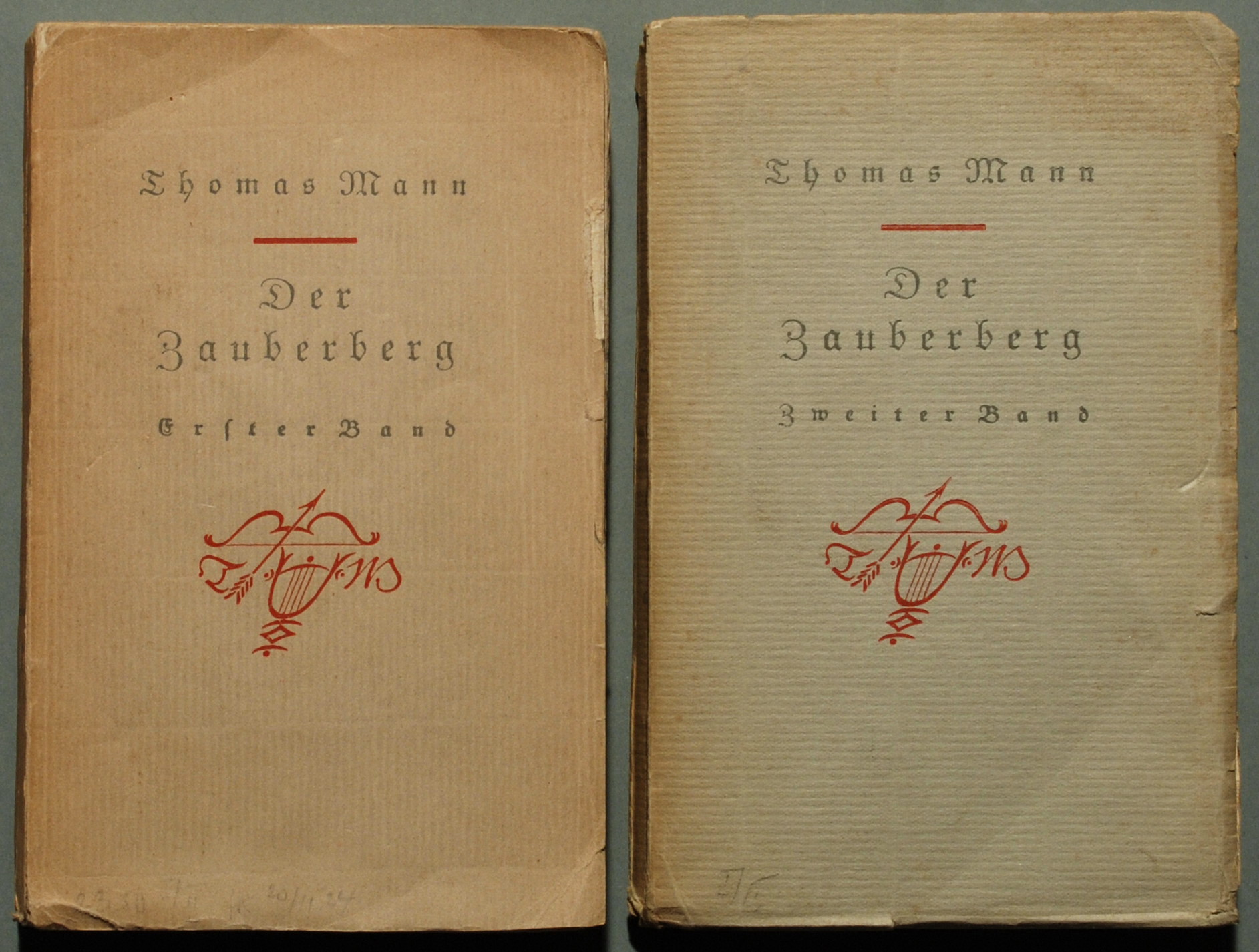
Interims-Broschur
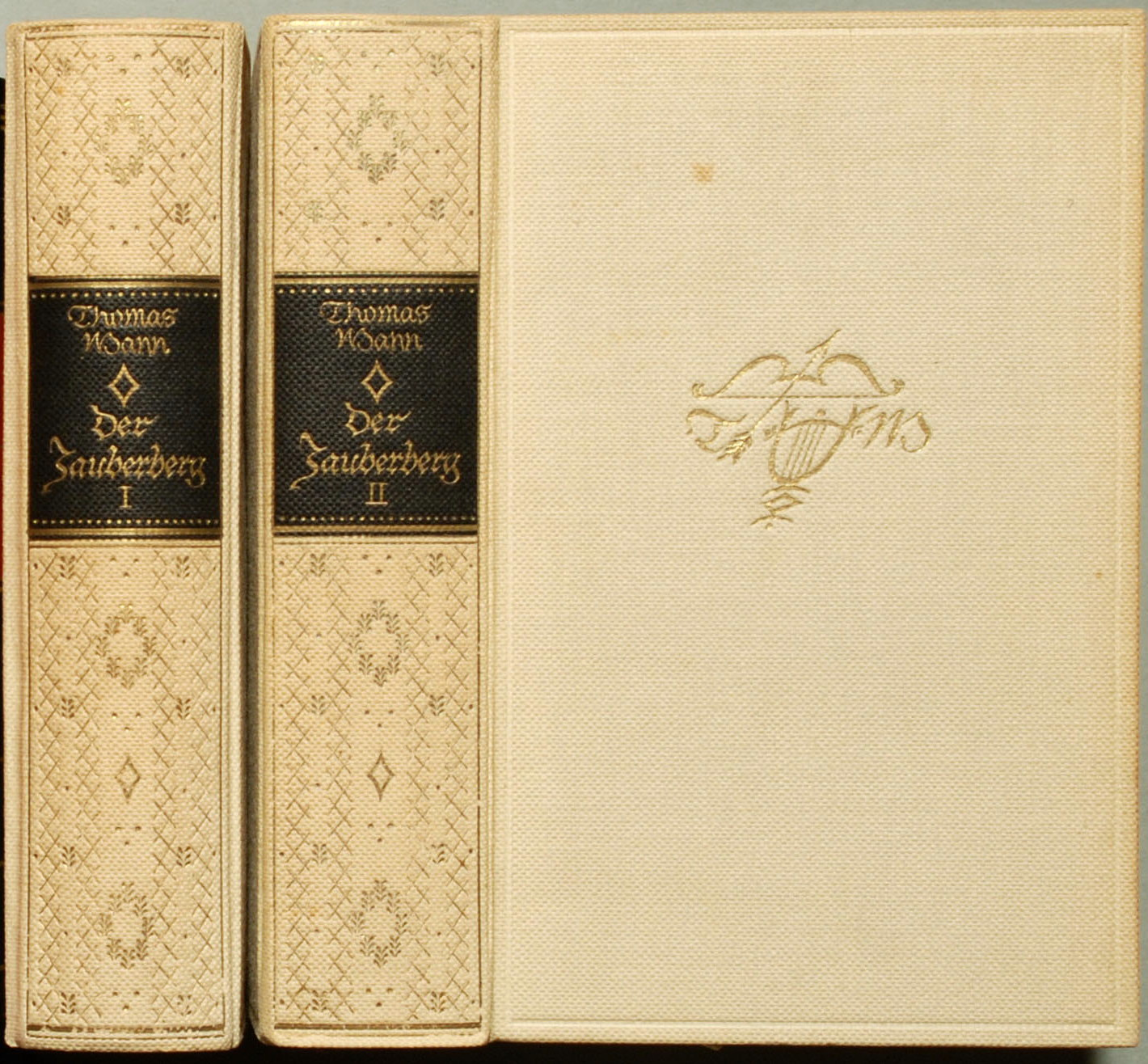
Verlags-Leineneinband
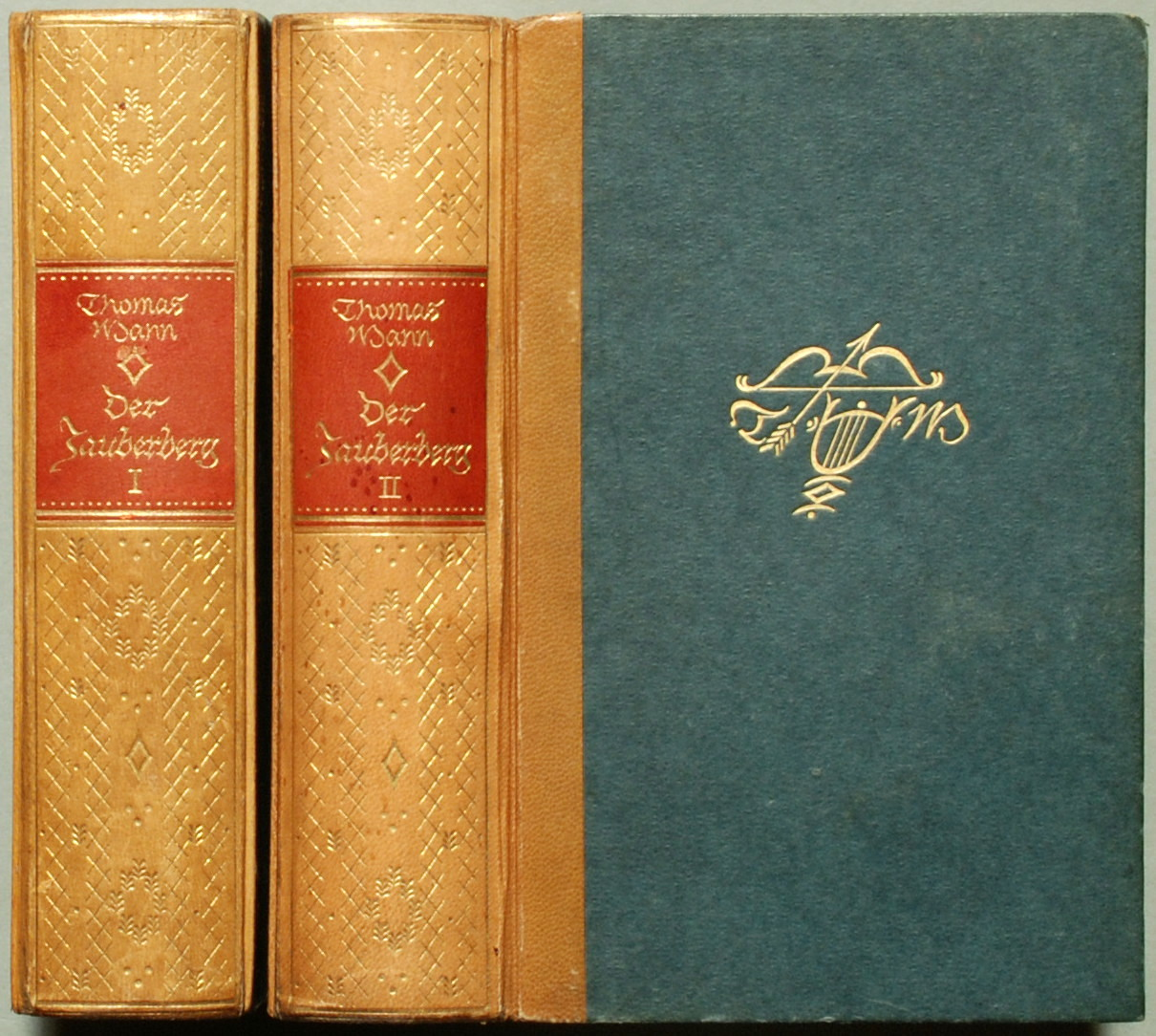
Verlagseinband in Halbleder

### Textausgaben
- Der Zauberberg. Große kommentierte Frankfurter Ausgabe / Der Zauberberg – Kommentar, herausgegeben und kommentiert von Michael Neumann. Band 5 / 1 – 2. Teil, S. Fischer, Frankfurt am Main 2002, ISBN 978-3100483249.
- Der Zauberberg. 18. Auflage. Fischer-Taschenbuch, Frankfurt 1991, ISBN 3-596-29433-9.